# Dolichlasium
Dolichlasium là một chi thực vật có hoa trong họ Cúc (Asteraceae).

## Loài
Chi Dolichlasium gồm các loài: